# ONE Fight Night 14
ONE Fight Night 14: Stamp vs. Ham fue un evento de deportes de combate producido por ONE Championship llevado a cabo el 29 de septiembre de 2023, en el Estadio Cubierto de Singapur, en Kallang, Singapur.

## Historia
Este evento marcó el regreso de la promoción a Kallang, Singapur, desde ONE Fight Night 8 en marzo de 2023.
Una pelea por el Campeonato Interino de Peso Átomo Femenino de ONE entre la Campeona del Grand Prix de Peso Átomo Femenino de ONE (además de ex-Campeona Mundial de Kickboxing y Muay Thai de Peso Átomo Femenino de ONE) Stamp Fairtex y la ex-Campeona de Peso Súper Átomo Femenino de Rizin Ham Seo-hee encabezó el evento. La pelea fue promovida al título indiscutido después de que la campeona Angela Lee anunciara su retiro y dejara vacante el título en el evento.
Una revancha por el Campeonato Mundial de Muay Thai de Peso Paja Femenino de ONE entre la actual campeona Smilla Sundell y Jackie Buntan estaba programada para llevarse a cabo en el evento. El par se enfrentó previamente en abril de 2022, en ONE 156, que Sundell ganó el título por decisión unánime. Sin embargo, Buntan se retiró de la pelea por razones familiares y fue reemplazada por la actual Campeona de Muay Thai de Peso Átomo Femenino de ONE Allycia Rodrigues.
Una pelea por el Campeonato Mundial Inaugural de Submission Grappling de Peso Átomo Femenino de ONE entre Danielle Kelly y la Campeona Mundial de IBJJF Jessa Khan está programada para llevarse a cabo en el evento.
Una pelea de peso gallo entre el ex-Campeón Mundial de Peso Gallo de ONE John Lineker y Stephen Loman se llevó a cabo en el evento. El par estaba previamente programado para enfrentarse en abril de 2021, en ONE on TNT 4, pero Loman se retiró de la pelea por haber dado positivo por COVID-19.
Durante el pesaje, Xiong Jing Nan falló el test de hidratación pese a dar el peso. La pelea continuó en un peso pactado de 129 libras, con Xiong siendo multada con un porcentaje de su bolsa, que fue a su oponente Wondergirl Jaroonsak.

## Resultados
1. ↑  Por el Campeonato Mundial Vacante de Peso Átomo Femenino de ONE.
2. ↑  Por el Campeonato Mundial de Kickboxing de Peso Paja Femenino de ONE.
3. ↑  Por el Campeonato Mundial Inaugural de Submission Grappling de Peso Átomo Femenino de ONE.
4. ↑  Pelea de reglas especiales (Solo puñetazos permitidos).

## Bonificaciones
Los siguientes peleadores recibieron bonos de $50.000.
- Actuación de la Noche: Stamp Fairtex, Smilla Sundell y Asa Ten Pow